# Hybridnavigation
Hybridnavigation nutzt mehrere Navigationssysteme hybrid zur Gewinnung von Ortsdaten für die Navigation. Durch die Bündelung der Daten der einzelnen Teilsysteme ist eine bessere Ortsdatenqualität erreichbar. Für Autonomes Fahren ist eine genaue und lückenlose Kenntnis des Ortes unabdingbar.

## Funktion
Bei der Hybridnavigation werden verschiedene Navigationssysteme synchron genutzt. GPS, als Funksystem funktioniert in der Regel nur im Freien (außerhalb von Gebäuden oder unter Tage). Zur Navigation in Bereichen, in denen kein Empfang möglich ist, müssen andere Ortsdatengebesysteme verwendet werden.
Probleme
- Es muss entschieden werden, welchen Daten der Vorzug zu geben ist. Eine Lösung dafür bieten Dreifach-Hybridsysteme.[E 2]
- Systeme, die eine GPS-Komponente nutzen, sind der Gefahr von Ausfall, Abschaltung und Genauigkeitsreduzierung durch den Betreiber ausgesetzt.[E 2] Ebenso werden Funksysteme durch Elektromagnetische Pulse funktionsunfähig.[A 2]

- Für GPS- oder andere funkbasierende Ortungssysteme ist ein Freifeld zwischen Sender und Empfänger der Daten erforderlich.[A 3]

GPS und Trägheitssensorik
Kombination von GPS und Inertialnavigation (Trägheitsnavigation). Die Inertialnavigation berechnet die Position als Summe der Bewegungsvektoren von Startpunkt aus.
GPS und Inkrementalsensorik
Das Navigationssystem errechnet anhand des GPS-Signals und der Fahrzeuggeschwindigkeit die aktuelle Position.
Differential GPS
Differential GPS nutzt zusätzlich zu den Satellitendaten einen terrestrischen Referenzsender. Wegen der Abhängigkeit von der Bedingung eines Freifeldes ist ein weiteres System zur Ortsdatenbestimmung erforderlich.
Nutzen
Es wird sowohl die Genauigkeit der Position erhöht, als auch die Fehleranfälligkeit (durch äußere Einflüsse) gesenkt.